# Schaatsen op de Olympische Winterspelen 2022 - 3000 meter vrouwen
De 3000 meter vrouwen op de Olympische Winterspelen 2022 werd op zaterdag 5 februari 2022 in de National Speed Skating Oval in Peking, China verreden.

## Tijdschema
| Datum      | Lokale tijd | MET   |
| ---------- | ----------- | ----- |
| 5 februari | 16:30       | 09:30 |

## Records
Records voor aanvang van de Spelen in 2022. 
| Titelhouder      | Carlijn Achtereekte | Nederland | 3:59,21 | Gangneung      | Olympische winterspelen 2018 | 10 februari 2018 |
| Wereldrecord     | Martina Sáblíková   | Tsjechië  | 3:52,02 | Salt Lake City | Wereldbekerfinale 2018/2019  | 9 maart 2019     |
| Olympisch record | Claudia Pechstein   | Duitsland | 3:57,70 | Salt Lake City | Olympische winterspelen 2002 | 10 februari 2002 |
| Baanrecord       | Han Mei             | China     | 4:16,87 | Olympic Test   | Olympic Test                 | Olympic Test     |

## Statistieken

### Uitslag
| Plaats | Naam                   | Land             | Tijd    | Verschil |
| ------ | ---------------------- | ---------------- | ------- | -------- |
| Goud   | Irene Schouten         | Nederland        | 3:56,93 | BR       |
| Zilver | Francesca Lollobrigida | Italië           | 3:58,06 | + 1,13   |
| Brons  | Isabelle Weidemann     | Canada           | 3:58,64 | + 1,71   |
| 4      | Martina Sáblíková      | Tsjechië         | 4:00,34 | + 3,41   |
| 5      | Ragne Wiklund          | Noorwegen        | 4:01,44 | + 4,51   |
| 6      | Miho Takagi            | Japan            | 4:01,77 | + 4,84   |
| 7      | Carlijn Achtereekte    | Nederland        | 4:02,21 | + 5,28   |
| 8      | Antoinette de Jong     | Nederland        | 4:02,37 | + 5,44   |
| 9      | Ayano Sato             | Japan            | 4:03,40 | + 6,47   |
| 10     | Jevgenia Lalenkova     | Russische ploeg  | 4:03,42 | + 6,49   |
| 11     | Natalja Voronina       | Russische ploeg  | 4:03,84 | + 6,91   |
| 12     | Valérie Maltais        | Canada           | 4:04,27 | + 7,34   |
| 13     | Nadezjda Morozova      | Kazachstan       | 4:04,97 | + 8,04   |
| 14     | Ivanie Blondin         | Canada           | 4:06,40 | + 9,47   |
| 15     | Han Mei                | China            | 4:07,74 | + 10,81  |
| 16     | Marina Zoejeva         | Wit-Rusland      | 4:08,70 | + 11,77  |
| 17     | Adake Er Ahena         | China            | 4:12,28 | + 15,35  |
| 18     | Nikola Zdráhalová      | Tsjechië         | 4:13,13 | + 16,20  |
| 19     | Mia Kilburg            | Verenigde Staten | 4:13,42 | + 16,49  |
| 20     | Claudia Pechstein      | Duitsland        | 4:17,16 | + 20,23  |

PR = persoonlijk record

### Startlijst
| Rit        | Binnenbaan             | Buitenbaan          |
| ---------- | ---------------------- | ------------------- |
| 1          | Adake Er Ahena         | Claudia Pechstein   |
| 2          | Mia Kilburg            | Nadezjda Morozova   |
| 3          | Miho Takagi            | Carlijn Achtereekte |
| 4          | Nikola Zdráhalová      | Jevgenia Lalenkova  |
| 5          | Valérie Maltais        | Natalja Voronina    |
| Dweilpauze |                        |                     |
| 6          | Ayano Sato             | Antoinette de Jong  |
| 7          | Marina Zoejeva         | Han Mei             |
| 8          | Martina Sáblíková      | Ivanie Blondin      |
| 9          | Isabelle Weidemann     | Ragne Wiklund       |
| 10         | Francesca Lollobrigida | Irene Schouten      |

## IJs- en klimaatcondities
| Tijd             | 16:30   | 16:56   | 17:20   | 18:05   |
| Paar             | 1       | 5       | 6       | 10      |
| Luchttemperatuur | 15,6°C  | 13,5°C  | 15,6°C  | 13,4°C  |
| IJstemperatuur   | -10,7°C | -10,8°C | -11,4°C | -11,0°C |
| Luchtvochtigheid | 21%     | 22%     | 24%     | 24%     |
| Luchtdruk        | 1027hPa | 1027hPa | 1027hPa | 1027hPa |

## Deelnemers

### Lotingsgroepen
| Groep | SOQC                                      | Nr. | Naam                   | Rit      |
| ----- | ----------------------------------------- | --- | ---------------------- | -------- |
| I     | 6 best gerangschikte deelnemers           | 1   | Isabelle Weidemann     | 8 t/m 10 |
| I     | 6 best gerangschikte deelnemers           | 2   | Ragne Wiklund          | 8 t/m 10 |
| I     | 6 best gerangschikte deelnemers           | 3   | Irene Schouten         | 8 t/m 10 |
| I     | 6 best gerangschikte deelnemers           | 4   | Francesca Lollobrigida | 8 t/m 10 |
| I     | 6 best gerangschikte deelnemers           | 5   | Martina Sáblíková      | 8 t/m 10 |
| I     | 6 best gerangschikte deelnemers           | 6   | Ivanie Blondin         | 8 t/m 10 |
| II    | 7 tot nummer 12 gerangschikte deelnemers  | 7   | Natalja Voronina       | 5 t/m 7  |
| II    | 7 tot nummer 12 gerangschikte deelnemers  | 8   | Valérie Maltais        | 5 t/m 7  |
| II    | 7 tot nummer 12 gerangschikte deelnemers  | 9   | Antoinette de Jong     | 5 t/m 7  |
| II    | 7 tot nummer 12 gerangschikte deelnemers  | 10  | Marina Zoejeva         | 5 t/m 7  |
| II    | 7 tot nummer 12 gerangschikte deelnemers  | 11  | Ayano Sato             | 5 t/m 7  |
| II    | 7 tot nummer 12 gerangschikte deelnemers  | 12  | Han Mei                | 5 t/m 7  |
| III   | 13 tot nummer 18 gerangschikte deelnemers | 13  | Miho Takagi            | 2 t/m 4  |
| III   | 13 tot nummer 18 gerangschikte deelnemers | 14  | Jevgenia Lalenkova     | 2 t/m 4  |
| III   | 13 tot nummer 18 gerangschikte deelnemers | 15  | Nadezjda Morozova      | 2 t/m 4  |
| III   | 13 tot nummer 18 gerangschikte deelnemers | 16  | Nikola Zdráhalová      | 2 t/m 4  |
| III   | 13 tot nummer 18 gerangschikte deelnemers | 17  | Carlijn Achtereekte    | 2 t/m 4  |
| III   | 13 tot nummer 18 gerangschikte deelnemers | 18  | Mia Kilburg            | 2 t/m 4  |
| IV    | 19 tot nummer 20 gerangschikte deelnemers | 19  | Claudia Pechstein      | 1        |
| IV    | 19 tot nummer 20 gerangschikte deelnemers | 20  | Adake Er Ahena         | 1        |